# Хваленциці (Лодзинське воєводство)
Хваленциці (пол. Chwalęcice) — село в Польщі, у гміні Ґощанув Серадзького повіту Лодзинського воєводства.
Населення — 249 осіб (2011).
У 1975-1998 роках село належало до Серадзького воєводства.

## Демографія
Демографічна структура станом на 31 березня 2011 року:
|          | Загалом | Допрацездатний вік | Працездатний вік | Постпрацездатний вік |
| -------- | ------- | ------------------ | ---------------- | -------------------- |
| Чоловіки | 127     | 25                 | 84               | 18                   |
| Жінки    | 122     | 24                 | 76               | 22                   |
| Разом    | 249     | 49                 | 160              | 40                   |